# Bataille de Kidal (2016)
Pour les articles homonymes, voir Bataille de Kidal.
Guerre du Mali
Batailles
La quatrième bataille de Kidal a lieu les 21 et 22 juillet 2016, pendant la guerre du Mali. Elle oppose le GATIA, dominé par les Touaregs de la tribu des Imghad, à la CMA, et particulièrement au HCUA, dominé par les Touaregs ifoghas.

## Prélude
Le 21 mai 2014, la ville de Kidal passe entièrement sous le contrôle des rebelles touaregs et arabes du MNLA, du HCUA et du MAA lorsque l'armée malienne est mise en déroute au cours de la troisième bataille de Kidal. Quelques semaines plus tard, les rebelles se rassemblent pour former la Coordination des mouvements de l'Azawad (CMA). Le 20 juin 2015, la CMA signe l'accord d'Alger avec le gouvernement malien. Cependant Kidal demeure aux mains des rebelles et des combats continuent d'avoir lieu entre la CMA et les groupes loyalistes de la Plateforme des mouvements du 14 juin 2014 d'Alger, représentée principalement dans la région de Kidal par le Groupe autodéfense touareg Imghad et alliés (GATIA). Le 16 octobre 2015, après trois semaines de discussions à Anéfis, la CMA et la Plateforme scellent les « pactes d'honneur » et promettent de ne plus s'affronter,.
Le 1er et le 2 février 2016, entre plusieurs centaines et un millier d'hommes du GATIA menés par le général El Hadj Ag Gamou entrent à Kidal avec le « consentement » de la CMA. Cependant le climat est tendu, certains membres de la CMA dénoncent une démonstration de force du GATIA. Le 6 février un accord est conclu entre les deux factions et le GATIA s'engage à alléger son dispositif militaire à Kidal. Certains combattants se retirent vers Gao ou Ménaka dans les jours qui suivent,,,,,,,,.
Le 19 juin 2016, la tension remonte d'un cran lorsque des combattants du GATIA érigent deux check-points aux entrées nord et sud de Kidal. Les hommes du HCUA réagissent par des tirs de sommation et menacent de démanteler par la force ces nouvelles positions. Les Imghad acceptent de lever le poste sud mais conservent le poste nord. Pour Jeune Afrique, « le fond de problème est politique : pour le Gatia, il faut coûte que coûte avoir une présence militaire à Kidal afin de peser de tout son poids dans le règlement de la crise », quant au général El Hadj Ag Gamou, établi à Takalote, à 30 kilomètres au sud-est de Kidal, il « vise en fait le poste de président du conseil régional de la future administration intérimaire, prévue par l’accord de paix », qu'il compterait remettre à son ami Alhamdou Ag Ilyène, consul du Mali au Niger et ancien gouverneur de Kidal. Les deux camps accusent l'actuel gouverneur de la ville d'être plutôt favorable à l'autre parti et espèrent que le poste de président du conseil régional de l'administration intérimaire soit attribué à un homme qui leur soit proche,,.
Le président malien Ibrahim Boubacar Keïta demande au général Mahamane Touré, chef d’état-major des armées, de donner l'ordre au général Gamou de regagner la base de l’opération Maliba à Gao. Mais Mahamane Touré refuse. Il est limogé le 29 juin et remplacé par le général Didier Dacko.
Le 17 juillet, la CMA et la Plateforme trouvent finalement un consensus et signent un accord à Niamey, au Niger. Les deux partis s'accordent pour partager la gestion administrative, mais aussi sécuritaire de Kidal. La CMA accepte la demande du GATIA d'une coopération pour sécuriser la ville et tenir les checkpoints,,.
Mais à la mi-juillet, un convoi de six véhicules du GATIA chargés d'1,5 tonne de drogue est enlevé par des hommes de la CMA près de Tin-Essako ou Tinzawatène. Cet événement pourrait avoir envenimé encore davantage les relations entre les deux groupes,,.

## Déroulement
Un incident éclate le soir du 19 juillet, lorsqu'un homme du GATIA, un officier du HCUA et un civil sont tués à Kidal lors d'échanges de coups de feu. Les représentants des deux groupes déclarent cependant que l'accord signé à Niamey « n'est pas remis en cause par cet événement »,,,,. La CMA demande aux hommes du GATIA de rester cantonnés sur leurs positions et de ne pas sortir en armes, mais cette demande n'est pas exécutée,.
Le 21 juillet, les combats éclatent entre les hommes du GATIA et ceux du HCUA,,. Les affrontements débutent à 16 heures dans le centre-ville, chaque camp accuse l'autre d'avoir ouvert le feu en premier,,. Dans la soirée, le GATIA fait monter des renforts depuis Gao et Ménaka, tandis que des combattants de la CMA gagnent Kidal depuis Tinzawatène, Tin-Essako et Aguel'hoc. Selon le MNLA, deux hélicoptères français de la force Barkhane survolent la ville pendant les affrontements tandis que les casques bleus restent cloîtrés dans leur camp.
Les combats baissent en intensité à 19 heures et s'arrêtent avec la tombée de la nuit. Ils reprennent le lendemain à cinq heures du matin dans l'Ouest de la ville et s'achèvent à 10 heures,,,,.
Du 21 au 22 juillet, le gouvernement malien, la MINUSMA et la France appellent à plusieurs reprises à l'apaisement.
Les hommes du GATIA finissent par se retirer de Kidal, plusieurs se replient vers Anéfis. Le calme revient le 23 juillet et les habitants, jusqu'alors cloîtrés, commencent à sortir de chez eux. La MINUSMA organise alors des patrouilles en ville,.
Fared Ag Almahmoud, porte-parole du GATIA, affirme que ses troupes se sont retirées à quelques kilomètres de la ville après la conclusion d'un accord avec la CMA : « Nous nous sommes retirés à partir du moment où les responsables locaux de la CMA ont accepté que la CMA et la Plateforme se retirent ». Mais le porte-parole de la CMA, Almou Ag Mohamed, dément et affirme que les forces de GATIA ont subi une défaite : « S'il n'y avait pas d'entente commune, il y aurait eu des combats jusqu'à ce que le Gatia ait perdu toutes ses positions dans Kidal et aux alentours de Kidal. La CMA est partout ce soir dans la ville de Kidal, y compris dans ses accès et aux alentours ». Le 27 juillet, le général El Hadj Ag Gamou regagne finalement Bamako.

## Suites
Après les combats, le GATIA accuse les combattants de la CMA d'arrestations arbitraires et de pillages contre des civils imghad. Le 26 juillet, deux civils sont assassinés près de Kidal, la CMA accuse le GATIA qui dément. Fin septembre 2016, la CMA publie une liste de 63 exactions dont il accuse le GATIA, une source de la MINUSMA de RFI déclare alors que le GATIA a effectivement commis des exactions et des assassinats « mais pas tout ce qu'on leur attribue. Il y a aussi des allégations contre la CMA, mais à une moindre échelle ».

## Pertes
Aucun bilan humain officiel n'est communiqué par les groupes armés, mais selon RFI plusieurs sources dans la ville parlent de plusieurs dizaines de tués,.
Le soir du 21 juillet, selon les témoignages recueillis par l'AFP, un habitant parle de cinq morts chez les ex-rebelles et de 10 du côté des pro-gouvernementaux, tandis qu'un représentant de la CMA affirme que le camp adverse compte « beaucoup morts » contre trois pour son côté,. Fahad Ag Almahmoud, secrétaire général du GATIA, reconnaît quatre morts pour les forces de son mouvement. Almou Ag Mohamed, porte-parole de la CMA et membre du HCUA, parle de quatre morts dans ses rangs contre une trentaine pour ses adversaires. Le journal malien Le Témoin, donne un bilan de neuf morts pour la CMA et environ 60 tués pour le GATIA d'après des sources de la CMA.
Dans son rapport de septembre 2016 sur la situation au Mali, l'ONU fait état d'au moins 14 morts et 89 blessés, tant combattants que civils, pour la journée du 21 juillet.
Le 22 juillet, une infirmière et un médecin du principal centre de soins de Kidal déclarent à l'agence Reuters avoir vu au moins une vingtaine de morts et une quarantaine de blessés. Selon Studio Tamani, des habitants évoquent plus d'une trentaine de morts. Libération indique de son côté qu'à Bamako, « un député au fait des questions sécuritaires a recensé 70 victimes, tandis qu'un observateur occidental évoque jusqu’à une centaine de décès ». Le média malien Kibaru évoque après la combat au moins 80 morts d'après ses sources. Le 4 août, le président de la CMA, Bilal Ag Acherif, affirme que les combats ont fait au moins 150 morts et 100 blessés.
Dans un rapport publié en février 2018, la Mission multidimensionnelle intégrée des Nations unies pour la stabilisation au Mali (MINUSMA) et le Haut-Commissariat des Nations unies aux droits de l'homme (HCDH) documentent la mort de 20 civils à Kidal, les 21 et 22 juillet. D'après le rapport, 35 civils ont également été blessés ou victimes de mauvais traitement, dont 16 femmes suspectées d'être des sympathisantes de la CMA. Selon le Bureau de la coordination des affaires humanitaires (OCHA), les combats ont également fait 3 000 déplacés parmi les civils, qui se sont portés en direction de Gao, Tombouctou ou de l'Algérie.

### Reportages
- « Nord-Mali : les habitants de Kidal attendent la paix dans la peur », RFI, 17 septembre 2016.